# Vyšná Voľa
Vyšná Voľa je obec na Slovensku v okrese Bardejov. Žije zde 402 obyvatel, první písemná zmínka pochází z roku 1310. Nachází se zde římskokatolický kostel svaté Terezie od Ježíše z let 1861 až 1867 a o něco mladší evangelický kostel.